# Acinia peruana
Acinia peruana är en tvåvingeart som beskrevs av Aczel 1958. Acinia peruana ingår i släktet Acinia och familjen borrflugor.
Artens utbredningsområde är Peru. Inga underarter finns listade i Catalogue of Life.